# I Dzsaram
I Dzsaram (hangul: 이자람, RR: Lee Ja-ram; 1979–) hagyományos koreai zenei végzettségű phanszori (pansori)-énekesnő, dalszerző.

## Élete és pályafutása
Első phanszori (pansori)darabját négyévesen adta elő, saját maga 27 évesen komponált először phanszori (pansori)darabot Szacshonga (Sacheonga) címmel. A Szöuli Nemzeti Egyetemen végzett.
20 évesen bekerült a Guinness Rekordok Könyvébe a leghosszabb phanszori (pansori)előadást tartó legfiatalabb énekes kategóriában, más műfajokkal keresztezve egyfajta fúziós phanszori (pansori)t hozott létre; például phanszori (pansori)ként vitte színre Bertolt Brecht Kurázsi mama és gyermekei című darabját.
2009-ben elnyerte a legjobb új musicalszínésznőnek járó díjat az ötödik Musocal Awards díjátadón a Szophjondzse (Seopyeonje) című musicalben nyújtott alakításáért.